# Elad Hoffman
Elad Hoffman (hebräisch אלעד הופמן; * 8. Oktober 1985) ist ein israelischer Basketballspieler.
In der Saison 2003/2004 begann er seine Profikarriere bei Hapoel Galil Elyon in der israelischen Basketball-Premierliga. In diesem Jahr erhielt Hoffman nur wenige Spielminuten und nahm nur an fünf Spielen teil. Am Ende der Saison wechselte er zu Elitzur Ramla in die Nationalliga. Im Ramla-Trikot erhielt Hoffman viele Spielminuten und nahm in zwei Spielzeiten an 40 Spielen teil.
In der Saison 2006/07 unterschrieb Hoffman bei Maccabi Hod Hasharon. Nach einer Saison, in der er 25 Spiele absolvierte, verließ er den Verein wieder. 
In der Saison 2007/08 wechselte Hoffman zu Elitzur Yavne, wo er eine Saison spielte und mit durchschnittlich 31 Punkten in 28 Spielen herausragte. In der Saison 2008/09 unterschrieb er beim Premier-League-Team Bnei Hasharon, wo er auch im Eurocup spielte. Nach einer Saison verließ Hoffman Bnei Hasharon und wechselte zu Elitzur Ashkelon, ebenfalls in der Premier League. Hoffman spielte viel im Trikot von Ashkelon, erzielte aber nicht viele Punkte und blieb im Durchschnitt relativ niedrig. Am Ende dieser Saison beschloss Hoffman, noch einmal zu Elitzur Yavne in der National Basketball League zurückzukehren.